# 奥·素坤甘雅
奥·素坤甘雅（1987年9月14日—），柬埔寨歌手、演员和品牌大使。她以担任《柬埔寨好声音》、柬埔寨偶像《柬埔寨好声音》和《柬埔寨X音素》的评委和试镜委员会成员而闻名。奥·素坤甘雅是第一位在柬埔寨获得超过50首音乐超过百万播放量的女艺人。

## 早期生活
奥·素坤甘雅于1987年9月14日出生于金边桑园区。她的父亲沃博尼是一位音乐家，母亲引素君是皇家美术大学的教师和舞蹈教师。
她有三个兄弟姐妹，她是家里的老大。高中毕业后，她还继续在皇家美术学院学习艺术。 奥·素坤甘雅在 10 岁时开始对艺术产生热情。
起初，她的父亲从来不知道她会唱歌，所以有一天他听到女儿唱歌很惊讶。
从此以后，她父亲每次演出都会带着她。她的父亲为一场舞蹈表演写了一首歌，希望她在乐队主唱不在的情况下度过一天。
素坤甘雅也有机会在表演中唱歌。 后来成为 Rasmey Steung Sangke Production 的制作人，当时素坤甘雅于 1999 年进入艺术领域。她加入了制作所制作的第一首歌。

## 职业

### 1999 - 2005：Reaksmey Steung Sangke Production 开启音乐生涯
奥·素坤甘雅于 1999 年首次进入艺术界。她首先演唱的作品是 Steung Sangke Production，在这几年（1999-2004），Reaksmey Steung Sangke Production 并没有给她很多资源。
2005 年，RSK 开始发行许多歌曲供她演唱，其中一首让奥·素坤甘雅开始受到关注和了解的歌曲：(Where Did You Get My Number) RSK Vol.25 2005。
2005年年底，奥·素坤甘雅于Reaksmey Steung Sangke Production 解约。 Sokun Kanha 晚上也到 U2 Entertainment Club 唱歌。
在 U2 Entertainment Club 开始职业生涯后，她于 2006 年了解了新制作 U2 Entertainment Production。 

### 2006 - 2007：U2 Entertainment Production
2006年，奥·素坤甘雅为U2 Production发行了一系列歌曲，但没有得到任何支持。那一年，她在各种作品中参加了很多歌曲比赛。
2007年，奥·素坤甘雅与包括 Mr. Khemarak Sereymun 在内的U2制作组成员发行了一张联合专辑，这首歌似乎得到了很多年轻人的支持，这让她在U2 Vol.17的歌曲《Mae tha》中大受欢迎2007 这首歌是泰国乐队 Bazoo 的翻唱版本。
同年2007年，U2 Entertainment Production因缺乏足够支持宣布关闭，2008年奥·素坤甘雅转投Rock Music Production。 

### 2008年：Rock Music Production
2008 年，奥·素坤甘雅为CTN系列节目Snam Sne Samut Ream 提供了一首歌曲。 
同年，Rock Music Production发行了她的歌曲“Khmer National Pride”，深受大众欢迎。
2008 年底，奥·素坤甘雅离开 Rock Production 加入 Rasmey Hangmeas Production。 

## 成就

### 奖项和表彰
| 2010 | Top 1 Music Show               | imuzik A Award of Music           | 提名 | Metfone imuzik Concert | [ 6 ] |
| 2012 | Top1 Singer Music Billboards   | Top10 Music Billboards By Cool FM | 提名 | Cool FM Cambodia       | [ 7 ] |
| 2018 | Best Female Artist of The Year | NRG Music Award                   | 獲獎 | NRG 89FM Cambodia      | [ 8 ] |

## 唱片目录
| 名称                        | 专辑      | 年份   | 发行社          |
| --------------------------- | --------- | ------ | --------------- |
| Where Did You Get My Number | ASK       | 2005年 | RSK Production  |
| Snam Sne Samuth Ream        | ASK       | 2006年 | U2 Production   |
| Khmer National Pride        | Rock Zone | 2008年 | Rock Production |

## 现场表演
- Best of the Best：Live Concert 是一年一度的音乐会
- Hang Meas Music Top Show：现场音乐会
- 好声音柬埔寨巡回演唱会2014
- 柬埔寨偶像巡回演唱会2015
- 巡回音乐会（巡回音乐会可在特殊活动中使用）

## 片目

### 电影
- Kmouch Pchea Bat : 配角
- Pdey Laor : 主演
- Coffee Shop Girl - The Girl：主要角色
- Momeach Proleng Planng : 配角

### 电视节目
- 2014 年： 《柬埔寨好声音》第一季评委
- 2015年：柬埔寨偶像第一季评委
- 2016：柬埔寨偶像第二季教练
- 2016 年：柬埔寨之声第 2 季教练
- 2017 年：柬埔寨好声音第 1 季教练
- 2017年：《柬埔寨偶像》第三季评委
- 2018 年：柬埔寨好声音第 2 季教练
- 2019 年： 《X 音素柬埔寨》第 1 季评委